# Goniomma
Goniomma é um gênero de insetos, pertencente a família Formicidae.

## Espécies
- Goniomma baeticum Reyes, Espadaler & Rodriguez, 1987
- Goniomma blanci (André, 1881)
- Goniomma collingwoodi Espadaler, 1997
- Goniomma compressisquama Tinaut, Ruano, Hidalgo & Ballesta, 1995
- Goniomma decipiens Espadaler, 1997
- Goniomma hispanicum (André, 1883)
- Goniomma kugleri Espadaler, 1986
- Goniomma punicum (Forel, 1907)